# Johann Christian Wiegleb

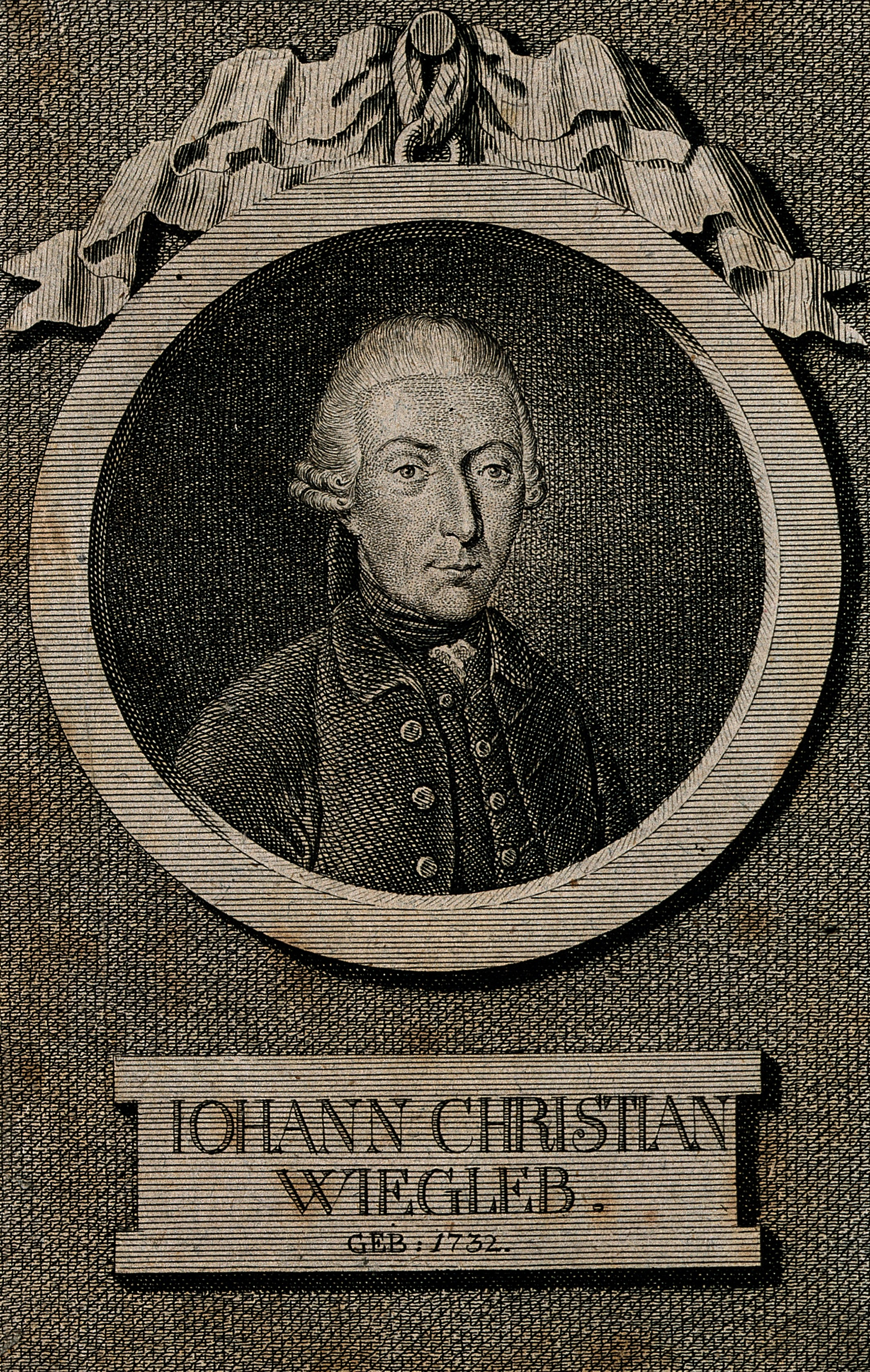
Johann Christian Wiegleb, Stich von Johann Conrad Krüger (1780)

Johann Christian Wiegleb (* 21. Dezember 1732 in Langensalza; † 16. Januar 1800 ebenda) war ein deutscher Naturforscher und Apotheker. Er hat wesentliche Beiträge geleistet bei der Entwicklung der Chemie und Pharmazie zur modernen Wissenschaft.

## Leben
Wiegleb, der Sohn eines Rechtsanwalts, besuchte zunächst in Langensalza die Schule und erlernte dann den Beruf des Apothekers von 1748 bis 1754 in Dresden. Anschließend war er von 1754 bis 1755 Gehilfe in der Hofapotheke in Quedlinburg, von wo aus er nach Langensalza zurückkehrte und dort 1759 eine eigene Apotheke eröffnete, die er bis 1796 leitete. Zudem diente er als Senator und später als Stadtoberkämmerer dem öffentlichen Allgemeinwesen der Stadt Langensalza.
Wiegleb war ein einflussreicher Wissenschaftler im Zeitalter der Aufklärung und Mitglied der Kurmainzischen Akademie der nützlichen Wissenschaften und der Leopoldina. Er verfügte über ein umfangreiches historisches und philosophisches Wissen sowie über vielseitige Sprachkenntnisse, weshalb er auch als Autor, Herausgeber und Übersetzer tätig war. Neben der Pharmazie beschäftigte er sich mit chemischen Untersuchungen, die er in Lorenz von Crells Zeitschrift „Chemisches Journal“ publizierte. Als Chemiker sowie auch als Fabrikant chemischer Produkte machte er sich einen Namen. In Langensalza gründete er 1779 ein chemisch-pharmazeutisches Institut, die erste private Einrichtung ihrer Art in Deutschland, mit dem er den Weg bereitete für eine akademische Ausbildung des Apothekers. Zwei seiner Schüler, Sigismund Friedrich Hermbstädt und Johann Friedrich August Göttling, gründeten später ebenfalls chemisch-pharmazeutische Lehranstalten nach Wieglebs Vorbild.
Verbunden ist sein Name mit der Entdeckung der Oxalsäure (1779), als Kleesäure. Sie erwies sich 1784 als mit der von Carl Wilhelm Scheele entdeckten Zuckersäure identisch. Wiegleb untersuchte Mineralien und Gesteine wie Hornschiefer (der nach ihm aus Silicium, Kalk, Magnesium und Eisen bestand), die Bildung von Salpeter in Mauern und die Bildung von Kieselsäure aus der Reaktion von Flusssäure mit Glas. Er bekämpfte die Alchemie und deren Glaube an Metallumwandlungen, hinter denen nach Wiegleb Farbänderungen standen, und speziell die Goldmacherei mithilfe der Alchemie. 1774 erkannte er, dass Alkali in Pflanzenasche schon vor der Verbrennung in der Pflanze vorhanden war. Am Ende seines Lebens wurde er Anhänger der Phlogiston-Theorie.
In seiner Schrift Die natürliche Magie beschreibt er allerhand Experimente mit Metallsalzen im Wasserglas, die allgemein zu sogenannten chemischen Gärten führen (Beispiel „Marsbaum“).

## Ehrungen
1776 wurde er zum Mitglied der Deutschen Akademie der Naturforscher Leopoldina gewählt.

## Schriften
- Chemische Versuche über die alkalischen Salze. Berlin 1774. Digitalisierte Ausgabe der Universitäts- und Landesbibliothek Sachsen-Anhalt, Halle (Saale).
- Neuer Begriff von der Gährung. Weimar 1776.
- Historisch-kritische Untersuchung der Alchemie oder der eingebildeten Goldmacherkunst, von ihrem Ursprunge sowohl als Fortgange, und was nun von ihr zu halten sey. C. L. Hoffmann, Weimar 1777. Digitalisierte Ausgabe der Staats- und Universitätsbibliothek Dresden.
- Onomatologia curiosa, artificiosa et magica, oder natürliches Zauber-Lexicon, in welchem vieles Nützliche und Angenehme aus der Naturgeschichte, Naturlehre und natürlichen Magie nach alphabetischer Ordnung vorgetragen worden. – 3. Aufl./ verbessert u. mit vielen neuen Zusätzen vermehret von Johann Christian Wiegleb. Rasp, Nürnberg 1784 Digitalisierte Ausgabe.
- Die natürliche Magie : aus allerhand belustigenden und nützlichen Kunststücken bestehend, Berlin und Stettin 1790, Eintrag in der SLUB
- Handbuch der allgemeinen Chemie. 2., neuberichtigte Auflage. Nicolai, Berlin 1786. Digitalisierte Ausgabe der Universitäts- und Landesbibliothek Düsseldorf.
  - Band 1
  - Band 2
- Revision der Grundlehren von der chemischen Verwandtschaft der Körper. Crell´s Annalen 1785.
- Lehrbegriff vom Phlogiston. Crell´s Annalen 1785.
- Geschichte des Wachsthums und der Erfindungen in der Chemie in der neueren Zeit. Berlin 1790. Digitalisierte Ausgabe der Bayerischen Staatsbibliothek.
- Deutsches Apothekerbuch: nach neuern und richtigern Kenntnissen in der Pharmakologie und Pharmacie bearbeitet Band 2. Ettinger, Gotha 1793. Digitalisierte Ausgabe der Universitäts- und Landesbibliothek Düsseldorf.
  - Band 1
  - Band 2
- Deutsches Apothekerbuch: nach neuern und richtigern Kenntnissen in der Pharmakologie und Pharmacie. 2 Bände, Ettinger, Gotha 1797. Digitalisierte Ausgabe der Universitäts- und Landesbibliothek Düsseldorf.
  - Band 1
  - Band 2
- Remedia sympathetica: das ist Sammlung der bewährtesten und sympathetischen, antipathetischen und spagyrischen Mittel und Zauberkräfte bey Krankheiten der Menschen und Thiere, gegen Behexen und das Anthun böser Leute, gegen allerhand Laster, als Trunk und Spiel, für die gegenseitige Zärtlichkeit zwischen Eheleuten, verschiedene Jägerkünste, wider schädliche Thiere, Verwahrungsmittel wider Hieb und Stich u.s.w. Baltimore u. a., ca. 1840 Digitalisierte Ausgabe der Universitäts- und Landesbibliothek Düsseldorf.